# E-Finance Lab
Das E-Finance Lab e.V. (EFL) ist ein Forschungsinstitut mit Sitz in Frankfurt am Main.
Das EFL ist eine Öffentlich-private Partnerschaft zwischen der Goethe-Universität Frankfurt am Main, der Technischen Universität Darmstadt und der Finanzindustrie mit dem Ziel, Methoden zur Neugestaltung der Prozesse und Wertschöpfungsketten im Finanzdienstleistungswesen zu entwickeln. Finanziert wird es durch Beiträge der Mitglieder und ist im House of Finance ansässig.

## Organisation
Mitglieder können natürliche und juristische Personen jedweder Rechtsform werden, deren fachliches Interesse insbesondere im Zusammenhang mit Wirtschaftsinformatik, E-Commerce und Finanzwirtschaft steht. Es umfasst mehr als 40 Wissenschaftler.
Das EFL ist in gegenwärtig drei Schichten mit unterschiedlichen Schwerpunkten organisiert:
- Schicht 1 – IT-Infrastruktur: Dienstleistungssysteme im E-Finanzwesen
- Schicht 2 – E-Finanzmärkte and Marktinfrastruktur
- Schicht 3 – Kunden im E-Finanzwesen

## Forschung
Das EFL versucht, das Finanzdienstleistungswesen durch den Einsatz etablierter Methoden zu industrialisieren. Es betreibt unter anderem Forschung in den Bereichen Outsourcing, IT-Infrastrukturen für die Finanzbranche, E-Commerce und Kundenmanagement sowie elektronische Märkte.
Neben Fachartikeln, Konferenzbeiträgen und Büchern veröffentlicht das EFL jährlich Ergebnisbände mit den wichtigsten Forschungsergebnissen und Publikationen. Außerdem wird alljährlich zum Wissenstransfer eine Frühjahrstagung veranstaltet.